# Reštovo Žumberačko
Reštovo Žumberačko je naseljeno mjesto u Republici Hrvatskoj u Zagrebačkoj županiji. 

## Zemljopis
Administrativno je u sastavu općine Žumberak. Naselje se proteže na površini od 2,94 km².

## Stanovništvo
Prema popisu stanovništva iz 2001. godine u naselju Reštovo Žumberačko živi 15 stanovnika i to u 7 kućanstava. Gustoća naseljenosti iznosi 5,10 st./km².
| broj stanovnika | 77    | 101   | 102   | 121   | 130   | 92    | 97    | 107   | 106   | 114   | 89    | 59    | 35    | 33    | 15    | 14    | 13    |
|                 | 1857. | 1869. | 1880. | 1890. | 1900. | 1910. | 1921. | 1931. | 1948. | 1953. | 1961. | 1971. | 1981. | 1991. | 2001. | 2011. | 2021. |